# Acaena eupatoria
Acaena eupatoria é uma espécie de rosácea do gênero Acaena, pertencente à família Rosaceae.